# Thibaut Collet
Thibaut Collet, född 17 juni 1999 i La Tronche, är en fransk friidrottare som tävlar i stavhopp. Hans far, Philippe Collet, är en före detta stavhoppare som blev fransk mästare åtta gånger och som slutade femma vid OS i Seoul 1988. Även hans bror, Mathieu, är en stavhoppare.

## Karriär

### Tidig karriär
Collet började spela fotboll som åttaåring och startade med friidrott som 12-åring i Entente Athlétique Grenoble 38. Först vid 17 års ålder började han specialisera sig på stavhoppet. I juli 2016 slutade Collet på 5:e plats vid ungdoms-EM i Tbilisi efter ett hopp på 4,95 meter.
I februari 2018 tog han guld vid franska juniormästerskapen inomhus efter ett hopp på 5,25 meter. I juli 2018 slutade Collet på 5:e plats vid junior-VM i Tammerfors med ett hopp på 5,40 meter.

### 2019–2021
I juli 2019 tog Collet brons vid U23-EM i Gävle efter ett hopp på 5,60 meter och slutade bakom tyska Bo Kanda Lita Baehre och grekiska Emmanouil Karalis. Senare samma månad tog han även brons vid franska mästerskapen i Saint-Étienne med ett hopp på 5,51 meter och slutade då bakom Renaud Lavillenie och Alioune Sene. I september 2020 vid Diamond League-tävlingen Athletissima i schweiziska Lausanne satte Collet ett nytt personbästa utomhus med ett hopp på 5,62 meter.
I juni 2021 förbättrade Collet sitt personbästa med 10 centimeter då han hoppade 5,72 meter vid en tävling i Salon-de-Provence. Följande månad slutade Collet på 6:e plats vid U23-EM i Tallinn med ett hopp på 5,50 meter.

### 2022–
I februari 2022 tog Collet guld vid franska inomhusmästerskapen på personbästat 5,81 meter och kvalificerade sig för inomhus-VM i Belgrad. Följande månad vid inomhus-VM slutade han på 12:e plats i stavhoppstävlingen efter ett hopp på 5,60 meter. I juni 2022 hoppade Collet ett nytt personbästa på 5,82 meter vid en tävling i Prag. Senare samma månad tog han guld vid franska mästerskapen i Caen efter ett hopp på 5,75 meter. Följande månad tävlade Collet vid VM i Eugene, men tog sig inte vidare från kvalet. I augusti 2022 slutade han på femte plats vid EM i München efter ett hopp på 5,75 meter.
I mars 2023 tävlade Collet vid inomhus-EM i Istanbul, men tog sig inte vidare från kvalet. I juli 2023 tog han sitt andra raka guld vid franska mästerskapen i Albi efter ett hopp på 5,71 meter. Följande månad slutade han på femte plats vid VM i Budapest och noterade ett nytt personbästa på 5,90 meter.

## Tävlingar

### Internationella
| År                     | Tävling                                        | Plats                  | Placering              | Gren                   | Distans                |
| Tävlande för Frankrike | Tävlande för Frankrike                         | Tävlande för Frankrike | Tävlande för Frankrike | Tävlande för Frankrike | Tävlande för Frankrike |
| ---------------------- | ---------------------------------------------- | ---------------------- | ---------------------- | ---------------------- | ---------------------- |
| 2016                   | Ungdomseuropamästerskapen                      | Tbilisi                | 5:e                    | Stavhopp               | 4,95 m                 |
| 2018                   | Juniorvärldsmästerskapen                       | Tammerfors             | 5:e                    | Stavhopp               | 5,40 m                 |
| 2019                   | U23-europamästerskapen                         | Gävle                  | 3:e                    | Stavhopp               | 5,60 m                 |
| 2021                   | U23-europamästerskapen                         | Tallinn                | 6:e                    | Stavhopp               | 5,50 m                 |
| 2022                   | Inomhusvärldsmästerskapen                      | Belgrad                | 12:e                   | Stavhopp               | 5,60 m                 |
| 2022                   | Världsmästerskapen                             | Eugene                 | 18:e (kval)            | Stavhopp               | 5,65 m                 |
| 2022                   | Europamästerskapen                             | München                | 5:e                    | Stavhopp               | 5,75 m                 |
| 2023                   | Europeiska inomhusmästerskapen                 | Istanbul               | 10:e (kval)            | Stavhopp               | 5,65 m                 |
| 2023                   | Europeiska lagmästerskapen / Europeiska spelen | Chorzów                | 3:e                    | Stavhopp               | 5,80 m                 |
| 2023                   | Världsmästerskapen                             | Budapest               | 5:e                    | Stavhopp               | 5,90 m                 |
| 2024                   | Inomhusvärldsmästerskapen                      | Glasgow                | 6:e                    | Stavhopp               | 5,65 m                 |
| 2024                   | Europamästerskapen                             | Rom                    | 5:e                    | Stavhopp               | 5,82 m                 |
| 2024                   | Olympiska sommarspelen                         | Paris                  | 14:e (kval)            | Stavhopp               | 5,70 m                 |
| 2025                   | Europeiska inomhusmästerskapen                 | Apeldoorn              | 4:e                    | Stavhopp               | 5,85 m                 |
| 2025                   | Inomhusvärldsmästerskapen                      | Nanjing                | 11:e                   | Stavhopp               | 5,50 m                 |

### Nationella
| År   | Tävling                     | Plats         | Placering | Gren     | Distans |
| ---- | --------------------------- | ------------- | --------- | -------- | ------- |
| 2019 | Franska mästerskapen        | Saint-Étienne | 3:e       | Stavhopp | 5,51 m  |
| 2022 | Franska inomhusmästerskapen | Miramas       | 1:a       | Stavhopp | 5,81 m  |
| 2022 | Franska mästerskapen        | Caen          | 1:a       | Stavhopp | 5,75 m  |
| 2023 | Franska inomhusmästerskapen | Aubière       | 3:e       | Stavhopp | 5,50 m  |
| 2023 | Franska mästerskapen        | Albi          | 1:a       | Stavhopp | 5,71 m  |
| 2024 | Franska inomhusmästerskapen | Miramas       | 1:a       | Stavhopp | 5,76 m  |
| 2024 | Franska mästerskapen        | Angers        | 1:a       | Stavhopp | 5,82 m  |
| 2025 | Franska inomhusmästerskapen | Miramas       | 1:a       | Stavhopp | 5,82 m  |

## Personliga rekord
- Stavhopp – 5,95 m (Montbonnot-Saint-Martin, 19 juni 2024)[22]